# Моите братя и сестри
„Моите братя и сестри“ (на турски: Kardeşlerim) е драматичен турски телевизионен сериал, продуциран от NGM, чийто първи епизод е излъчен на 20 февруари 2021 г., режисиран от Серкан Биринджи, по сценарий на Гюл Абус Семерджи. Главните роли се изпълняват от Джелил Налчакан, Джунейт Мете, Симге Селчук и Ийт Кочак.  

## Актьорски състав
- Джелил Налчакан – Акиф Атакул
- Симге Селчук – Небахат Атакул
- Джунейт Мете – Орхан Ерен
- Ийт Кочак – Йомер Йълмаз
- Айлин Акпанар – Емел Ерен
- Джихан Шимшек – Огулджан Ерен
- Мелис Минкари – Айбюке Ерен
- Реджеп Уста – Берк Йозкая
- Лизге Кюмерт – Сюсен Кълъч
- Аху Яту – Сузан Ерджан
- Фадик Севин Атасьой – Шенгюл Ерен
- Онур Сеит Яран – Дорук Атакул
- Халит Йозгюр Саръ - Кадир Ерен
- Су Бурджу Язгъ Джошкун – Асие Ерен
- Каан Севи - Мазлум
- Лиля Еврем Салман - Таля
- Чаала Шимшек - Айше
- Аслъ Мавитан Балкаш - Айля Йозкая
- Енес Демиркапи - Емир Едже
- Ярен Япаджъ - Йозге Едже
- Берк Али Катал - Толга Барчън
- Назлъ Четин - Лейля Барчън
- Атакан Озкая - Сарп Йълмаз
- Ейлюл Лизе Кандемир - Ясмин Йълмаз
- Дамла Су Екизоглу - Мелиса Атакул
- Ерен Орен - Каан Атакул
- Гьозде Тюркер - Харика Манясли
- Нилсу Йълмаз - Джемиле
- Каан Чакър - Ахмет Йълмаз
- Йълдъз Кюлтюр - Севги Йълмаз
- Берк Бакиоглу - Аяз Сьонмез
- Айла Полат - Бахар Атакул
- Кайхан Пинч - Садо
- Селен Доманч - Айтен Ерен
- Мелиса Бостанчиолу - Джансу Ерен
- Елчин Зехра Ирем - Лидия

## Излъчване
| Сезон | Епизоди | Начало на сезона  | Край на сезона | Всички епизоди | ТВ сезон    | ТВ Канал | Дата и час     |
| ----- | ------- | ----------------- | -------------- | -------------- | ----------- | -------- | -------------- |
| 1     | 18      | 20 февруари 2021  | 19 юни 2021    | 1 – 18         | 2021        | ATV      | събота (20:00) |
| 2     | 38      | 11 септември 2021 | 11 юни 2022    | 19 – 56        | 2021 – 2022 | ATV      | събота (20:00) |
| 3     | 38      | 3 септември 2022  | 10 юни 2023    | 57 – 94        | 2022 – 2023 | ATV      | събота (20:00) |
| 4     | 38      | 9 септември 2023  | 8 юни 2024     | 95 – 132       | 2023 – 2024 | ATV      | събота (20:00) |

## Излъчване в България
| Сезон | Епизоди | Начало на сезона | Край на сезона | Всички епизоди | ТВ сезон    | ТВ канал  | Дата и час           |
| ----- | ------- | ---------------- | -------------- | -------------- | ----------- | --------- | -------------------- |
| 1     | 63      | 7 октомври 2024  | 6 януари 2025  | 1 – 63         | 2024 – 2025 | bTV       | всеки делник (16:00) |
| 2     | 130     | 7 януари 2025    | 17 юли 2025    | 64 – 193       | 2025        | bTV       | всеки делник (16:00) |
| 3     | 122     | 18 юли 2025      |                | 194 – 315      | 2025        | bTV Story | всеки делник (16:00) |

## В България
В България сериалът започва на 7 октомври 2024 г. по bTV. Първият сезон завършва на 6 януари 2025 г. На 7 януари стартира вторият сезон и завършва на 17 юли. На 18 юли стартира третият сезон, като излъчването му преминава по bTV Story. Дублажът е на студио „Медиа Линк“. Ролите се озвучават от Елена Бойчева, Мими Йорданова, Петър Бонев, Мартин Герасков (в първия сезон), Иван Велчев, Симеон Владов и Момчил Степанов (във втория сезон).